# Maria Budziszewska
Maria Budziszewska (de domo Dąbrowska, pseud. Stamary, ur. 27 listopada 1872 w Lutem na Podolu, zm. 29 stycznia 1942 w Zakopanem) – polska śpiewaczka operowa, działaczka dobroczynna, polityczna i społeczna, właścicielka pensjonatów zakopiańskich.

## Życiorys
Występowała pod pseudonimem Stamary (od imienia ojca i własnego) na scenach i estradach warszawskich, specjalizując się w partii Halki. Krótko po roku 1900 zakupiła parcelę w pobliżu dworca kolejowego w Zakopanem (Chramcówki) i wzniosła na niej, według projektu Eugeniusza Wesołowskiego, pensjonat Stamary. Był on wówczas największym tego typu obiektem w mieście. W 1912 była założycielką Towarzystwa Gospodnio-Szynkarskiego, potem przekształconego w bardzo wpływowe Gremium Właścicieli Pensjonatów, Hoteli i Restauracyj w Zakopanem. W okresie międzywojennym dzierżawiła kąpielisko w Jaszczurówce. Organizowała popularne koncerty muzyczne. Pisywała w prasie na tematy gospodarcze. Finansowała czasopismo Echo Zakopiańskie.

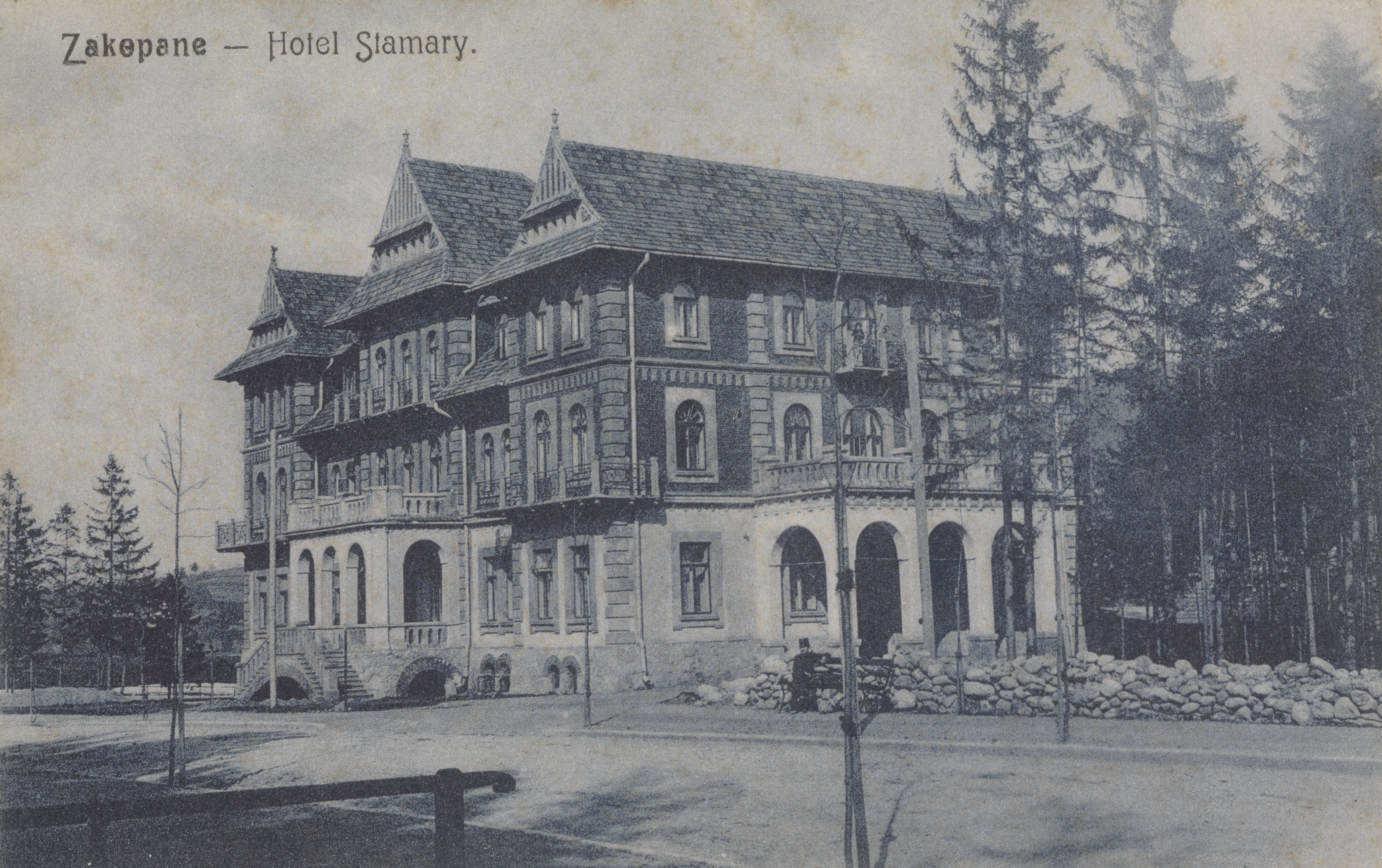
Hotel Stamary

Prowadziła szeroką działalność charytatywną. W Stamarach urządziła bezpłatną kuchnię dla bezrobotnych. Finansowała Towarzystwo Uniwersytetu Robotniczego. Finansowała strajkujących robotników. Zapisała się do Polskiej Partii Socjalistycznej i była jedną z najaktywniejszych jej działaczek w Zakopanem. W Stamarach mieścił się punkt zborny zakopiańskiej Kompanii Strzelców udającej się do Legionów. 5 sierpnia 1914 wyruszyło stąd 480 ludzi, w tym generał Jędrzej Galica, Mariusz Zaruski, Władysław Orkan, Jerzy Żuławski i Wacław Sieroszewski.
W trakcie I wojny światowej została przez Austriaków internowana, jako "poddana rosyjska". Przetrzymywano ją w Linzu.
Bardzo intensywna działalność charytatywna i społeczna, a także nietrafione inwestycje (Echo Zakopiańskie i baseny w Jaszczurówce) spowodowały jej zubożenie i bankructwo. Stamary zostały oddane pod zarząd komisaryczny, a następnie wykupione przez państwo polskie. Ostatnią część życia spędziła w nędzy i opuszczeniu, uważana za psychicznie niezrównoważoną. Zmarła na udar mózgu. Została pochowana na Nowym Cmentarzu w Zakopanem (nagrobek nie zachował się).